# Wunspitze
Die Wunspitze (3217 m ü. A., manchmal auch 3219 m ü. A.) ist ein Berggipfel des Eichhamstocks in der Venedigergruppe in Osttirol (Österreich). Er liegt im Osten des Gemeindegebiets von Prägraten am Großvenediger. Benachbarte Gipfel sind die Wunwand im Südwesten und die Kuhhaut im Nordosten. Im Osten liegen zudem der Säulkopf mit der Säulspitze.

## Lage
Die Wunspitze liegt im Südwesten des Eichhamstocks im Bereich der Kernzone des Nationalparks Hohe Tauern. Nördlich der Wunspitze befindet sich das Tal des Kleinen Eichhambächles, östlich das Timmeltal. Im Süden der Wunspitze erstreckt sich das Große Nilltal, das östlich der Ortschaft Bobojach in das Virgental mündet. Von der Wunspitze erstreckt sich der Südwestgrat hin zur Wunwand (3061 m ü. A.), wobei hier der gleichnamige Wunbach entspringt. Der Südgrat wird als Golling bezeichnet. Der Nordostgrat steigt zackig und als scharfe Schneide bis zur vergleichsweise unbedeutenden Kuhhaut (3190 m ü. A.), wobei vor der Kuhhaut ein weiterer Grat abzweigt, der bis zur Säulspitze (3137 m ü. A.) reicht.

## Aufstiegsmöglichkeiten
Der Normalweg auf die Wunspitze führt über die Bonn-Matreier Hütte in das Kar nördlich der Hütte auf markiertem Steig und dem Ostgrat des Säulkopfs zu dessen Gipfel. Danach folgte der Abstieg in die Säulscharte und über das Nillkees hinauf zur Eichhamscharte. Von der Südlichen Eichhamscharte führte der weitere Anstieg zunächst ohne Kletterei über die Kuhhaut. Danach folgt der weitere Weg in Kletterei über den rund 500 Meter langen, mit Türmen und Scharten durchsetzten Ostgrat auf den Gipfel der Wunspitze (Schwierigkeit II+ nach UIAA). Hierbei werden die Türme am Grat an der Ostseite umgangen. Zudem bestehen zwei alternative Zustiege für den Anstieg über den Nordostgrat. Einerseits kann der Aufstieg über den Sandboden und eine Felsstufe erfolgen, von der wiederum das Nilkees und die Südliche Eichhamscharte erreicht werden. Andererseits kann ausgehend von der Bonn-Matreier Hütte auch die Wunwand am Venediger Höhenweg umgangen werden, wobei danach der Aufstieg entlang des Kleinen Eichhambächles östlich ins Eichhamkar hoch zur Südlichen Eichhamscharte erfolgt.
Eine weitere Variante ist der Südgrat mit einer Grathöhe von 700 Metern, der erstmals am 20. Juli 1932 von Hilde Burghardt und A. Trost erklettert wurde. Ausgehend von der Bonn-Matreier Hütte wird hierbei der Weg zur Eisseehütte bis zum Fuß des Südgrats benutzt, bevor der Südgrat über Zacken, Türme und kleinere Scharten erklettert werden kann (Schwierigkeit IV nach UIAA). Die Ostwand mit einer Wandhöhe von 300 Metern wurde erstmals am 20. August 1934 von A. Santner und W. Trost für den Aufstieg zur Wunspitze genutzt. Der Einstige erfolgte dabei am höchsten Punkt der Schuttmassen unter der Ostwand in einen Kamin, der in 120 Metern Höhe unterbrochen wird (Schwierigkeit IV- nach UIAA). Die Nordwestwand mit 319 Metern Höhe wurde wiederum am 8. August 1932 von E. Mille, R. Klose und W. Blechschmidt für den Aufstieg genutzt. Die Erstbesteiger dieser Variante nutzten dabei eine schneeführende Schlucht in der Nordwestwand für den Aufstieg, wobei der Einstige bei einem von unten sichtbaren, dünnen Riss erfolgt, der oberhalb des untersten Drittels der Schlucht beginnt. Der weitere Anstieg folgt danach dem Riss bis zur Gratrippe. die gegen die westlich des Gipfels befindlichem Zackenkrone emporstreicht (Schwierigkeit IV nach UIAA).